# Arrested Development (Fernsehserie)/Episodenliste

Logo zur Serie

Diese Episodenliste enthält alle Episoden der US-amerikanischen Comedyserie Arrested Development, sortiert nach der US-amerikanischen Erstausstrahlung. Zunächst entstanden von 2003 bis 2006 drei Staffeln mit 53 Episoden, ehe Netflix sie 2013 als Webserie wiederbelebte und eine weitere Staffel mit 15 Episoden produzierte. Insgesamt kommt die Serie bisher auf fünf Staffeln mit 84 Episoden. Am 3. Mai 2018 erschien die vierte Staffel als neugeschnittene Fassung mit 22 statt 15 Episoden.

## Übersicht
| Staffel | Episodenanzahl | Erstausstrahlung USA | Erstausstrahlung USA | Deutschsprachige Erstausstrahlung | Deutschsprachige Erstausstrahlung |
| Staffel | Episodenanzahl | Staffelpremiere      | Staffelfinale        | Staffelpremiere                   | Staffelfinale                     |
| ------- | -------------- | -------------------- | -------------------- | --------------------------------- | --------------------------------- |
| 1       | 22             | 2. November 2003     | 6. Juni 2004         | 18. Januar 2007                   | 21. April 2007                    |
| 2       | 18             | 7. November 2004     | 17. April 2005       | 21. April 2007                    | 28. Mai 2009                      |
| 3       | 13             | 19. September 2005   | 10. Februar 2006     | 1. Juni 2009                      | 22. Juni 2009                     |
| 4       | 15             | 26. Mai 2013         | 26. Mai 2013         | 5. November 2014                  | 5. November 2014                  |
| 5       | 16             | 29. Mai 2018         | 15. März 2019        | 29. Mai 2018                      | 15. März 2019                     |

## Staffel 1
| Nr. (ges.) | Nr. (St.) | Deutscher Titel                 | Originaltitel          | Erstausstrahlung USA | Deutschsprachige Erstausstrahlung (D) | Regie               | Drehbuch                              |
| ---------- | --------- | ------------------------------- | ---------------------- | -------------------- | ------------------------------------- | ------------------- | ------------------------------------- |
| 1          | 1         | Familie und andere Katastrophen | Pilot                  | 2. Nov. 2003         | 18. Jan. 2007                         | Joe & Anthony Russo | Mitchell Hurwitz                      |
| 2          | 2         | Flambierte Bananen              | Top Banana             | 9. Nov. 2003         | 25. Jan. 2007                         | Anthony Russo       | Mitchell Hurwitz & John Levenstein    |
| 3          | 3         | Raus aus dem Nest               | Bringing Up Buster     | 16. Nov. 2003        | 1. Feb. 2007                          | Joe Russo           | Mitchell Hurwitz & Richard Rosenstock |
| 4          | 4         | Schlüsselerlebnisse             | Key Decisions          | 23. Nov. 2003        | 8. Feb. 2007                          | Anthony Russo       | Brad Copeland                         |
| 5          | 5         | Von Wohl- und Übeltätern        | Charity Drive          | 30. Nov. 2003        | 15. Feb. 2007                         | Greg Mottola        | John Levenstein & Richard Rosenstock  |
| 6          | 6         | George unter Druck              | Visiting Ours          | 7. Dez. 2003         | 22. Feb. 2007                         | Greg Mottola        | Barbie Feldman Adler                  |
| 7          | 7         | Gott auf der Flucht             | In God We Trust        | 14. Dez. 2003        | 2. März 2007                          | Jay Chandrasekhar   | Chuck Martin                          |
| 8          | 8         | Autocrash und Amnesie           | My Mother The Car      | 21. Dez. 2003        | 2. März 2007                          | Joe Russo           | Abraham Higginbotham                  |
| 9          | 9         | Der Kopf-trifft-Beine Plan      | Storming The Castle    | 4. Jan. 2004         | 9. März 2007                          | Greg Mottola        | Brad Copeland                         |
| 10         | 10        | Lektionen                       | Pier Pressure          | 11. Jan. 2004        | 9. März 2007                          | Joe Russo           | Mitchell Hurwitz & Jim Vallely        |
| 11         | 11        | Öffentlichkeitsarbeit           | Public Relations       | 25. Jan. 2004        | 16. März 2007                         | Lee Shallat-Chemel  | Courtney Lilly                        |
| 12         | 12        | Alle lieben Marta               | Marta Complex          | 8. Feb. 2004         | 16. März 2007                         | Joe Russo           | John Levenstein & Jim Vallely         |
| 13         | 13        | Verbotene Liebe                 | Beef Consommé          | 15. Feb. 2004        | 23. März 2007                         | Jay Chandrasekhar   | Chuck Martin & Richard Rosenstock     |
| 14         | 14        | Die Ethik-Lehrerin              | Shock and Aww          | 7. März 2004         | 23. März 2007                         | Joe Russo           | Chuck Martin & Jim Vallely            |
| 15         | 15        | Wie eine Herde Schafe           | Staff Infection        | 14. März 2004        | 23. März 2007                         | John Fortenberry    | Brad Copeland                         |
| 16         | 16        | Blind Date                      | Alter Egos             | 17. März 2004        | 30. März 2007                         | Joe Russo           | Mitchell Hurwitz & John Levenstein    |
| 17         | 17        | Justitia ist blind              | Justice Is Blind       | 21. März 2004        | 30. März 2007                         | Jay Chandrasekhar   | Barbie Feldman Adler                  |
| 18         | 18        | Wo ist Kitty?                   | Missing Kitty          | 28. März 2004        | 6. Apr. 2007                          | Jay Chandrasekhar   | Abraham Higginbotham                  |
| 19         | 19        | Ein Trauzeuge für Gob           | Best Man For the Gob   | 4. Apr. 2004         | 6. Apr. 2007                          | Lee Shallat-Chemel  | Mitchell Hurwitz & Richard Rosenstock |
| 20         | 20        | Die Zitronenhain-Investition    | Whistler's Mother      | 11. Apr. 2004        | 14. Apr. 2007                         | Paul Feig           | John Levenstein & Jim Vallely         |
| 21         | 21        | Der Vater-Tochter-Tag           | No Without My Daughter | 25. Apr. 2004        | 14. Apr. 2007                         | Lee Shallat-Chemel  | Mitchell Hurwitz & Richard Rosenstock |
| 22         | 22        | Diät und Landesverrat           | Let 'Em Eat Cake       | 6. Juni 2004         | 21. Apr. 2007                         | Paul Feig           | Mitchell Hurwitz & Jim Vallely        |

## Staffel 2
| Nr. (ges.) | Nr. (St.) | Deutscher Titel                     | Originaltitel                    | Erstausstrahlung USA | Deutschsprachige Erstausstrahlung (D) | Regie               | Drehbuch                              |
| ---------- | --------- | ----------------------------------- | -------------------------------- | -------------------- | ------------------------------------- | ------------------- | ------------------------------------- |
| 23         | 1         | Der lange Weg nach Phoenix          | The One Where Michael Leaves     | 7. Nov. 2004         | 21. Apr. 2007                         | Lee Shallat-Chemel  | Mitchell Hurwitz & Richard Rosenstock |
| 24         | 2         | Das neue Geschäftsmodell            | The One Where They Build A House | 14. Nov. 2004        | 28. Apr. 2007                         | Patty Jenkins       | Mitchell Hurwitz & Jim Vallely        |
| 25         | 3         | Amigos                              | Amigos                           | 21. Nov. 2004        | 28. Apr. 2007                         | Lee Shallat-Chemel  | Brad Copeland                         |
| 26         | 4         | Tote leben länger                   | Good Grief!                      | 5. Dez. 2004         | 4. Mai 2007                           | Jeff Melman         | John Levenstein                       |
| 27         | 5         | Massenvernichtungseier              | Sad Sack                         | 12. Dez. 2004        | 4. Mai 2007                           | Peter Lauer         | Barbie Adler                          |
| 28         | 6         | Nachmittagsfreuden                  | Afternoon Delight                | 19. Dez. 2004        | 11. Mai 2007                          | Jason Bateman       | Abraham Higginbotham & Chuck Martin   |
| 29         | 7         | Späte Anerkennung                   | Switch Hitter                    | 16. Jan. 2005        | 11. Mai 2007                          | Paul Feig           | Courtney Lilly & Barbie Adler         |
| 30         | 8         | Kontrollverlust                     | Queen For A Day                  | 23. Jan. 2005        | 19. Mai 2007                          | Andrew Fleming      | Brad Copeland                         |
| 31         | 9         | Brennendes Verlangen                | Burning Love                     | 30. Jan. 2005        | 19. Mai 2007                          | Paul Feig           | Chuck Martin & Lisa Parsons           |
| 32         | 10        | Ein total unromantisches Wochenende | Ready, Aim, Marry Me             | 13. Feb. 2005        | 26. Mai 2007                          | Paul Feig           | Jim Vallely & Mitchell Hurwitz        |
| 33         | 11        | Wahre Lügen                         | Out On A Limb                    | 6. März 2005         | 26. Mai 2007                          | Danny Leiner        | Chuck Martin & Jim Vallely            |
| 34         | 12        | Die Hand Gottes                     | My Hand To God                   | 6. März 2005         | 2. Juni 2007                          | Joe Russo           | Mitchell Hurwitz & Chuck Martin       |
| 35         | 13        | Von Monstern und Muttersöhnchen     | Motherboy XXX                    | 13. März 2005        | 2. Juni 2007                          | Joe Russo           | Mitchell Hurwitz & Jim Vallely        |
| 36         | 14        | Die Wahl der Qual                   | The Immaculate Election          | 20. März 2005        | 9. Juni 2007                          | Joe & Anthony Russo | Barbie Adler & Abraham Higginbotham   |
| 37         | 15        | Das Schwert des Schicksals          | The Sword of Destiny             | 27. März 2005        | 9. Juni 2007                          | Peter Lauer         | Brad Copeland                         |
| 38         | 16        | Eine schrecklich weltliche Familie  | Meet The Veals                   | 3. Apr. 2005         | 16. Juni 2007                         | Joe Russo           | Barbie Adler & Richard Rosenstock     |
| 39         | 17        | Familie mit geringer Selbstachtung  | Spring Breakout                  | 10. Apr. 2005        | 16. Juni 2007                         | Anthony Russo       | Barbie Adler & Abraham Higginbotham   |
| 40         | 18        | Einstürzende Bluth-Bauten           | Righteous Brothers               | 17. Apr. 2005        | 28. Mai 2009                          | Chuck Martin        | Mitchell Hurwitz & Jim Vallely        |

## Staffel 3
| Nr. (ges.) | Nr. (St.) | Deutscher Titel             | Originaltitel             | Erstausstrahlung USA | Deutschsprachige Erstausstrahlung (D) | Regie            | Drehbuch                                                    |
| ---------- | --------- | --------------------------- | ------------------------- | -------------------- | ------------------------------------- | ---------------- | ----------------------------------------------------------- |
| 41         | 1         | Hüttenzauber                | The Cabin Show            | 19. Sep. 2005        | 1. Juni 2009                          | Paul Feig        | Mitchell Hurwitz & Jim Vallely                              |
| 42         | 2         | In tröstlicher Mission      | For British Eyes Only     | 26. Sep. 2005        | 2. Juni 2009                          | John Fortenberry | Mitchell Hurwitz & Richard Day                              |
| 43         | 3         | Der Bluth, der mich liebte  | Forget Me Now             | 3. Okt. 2005         | 3. Juni 2009                          | John Amodeo      | Tom Saunders                                                |
| 44         | 4         | Wann ist ein Mann ein Mann? | Notapusy                  | 7. Nov. 2005         | 4. Juni 2009                          | Lev L. Spiro     | Ron Weiner                                                  |
| 45         | 5         | Der geheimnisvolle Mr. F    | Mr. F                     | 7. Nov. 2005         | 8. Juni 2009                          | Arlene Sanford   | Richard Day & Jim Vallely                                   |
| 46         | 6         | Rita will es endlich wissen | The Ocean Walker          | 5. Dez. 2005         | 9. Juni 2009                          | Paul Feig        | Jake Farrow & Sam Laybourne                                 |
| 47         | 7         | Gefängnisausbruch           | Prison Break-In           | 12. Dez. 2005        | 10. Juni 2009                         | Robert Berlinger | Karey Dornetto                                              |
| 48         | 8         | Rache ist Bluth-Wurst       | Making A Stand            | 19. Dez. 2005        | 11. Juni 2009                         | Peter Lauer      | Mitchell Hurwitz & Chuck Tatham                             |
| 49         | 9         | Rettet unsere Bluths        | S.O.B.s (Save Our Bluths) | 2. Jan. 2006         | 15. Juni 2009                         | Robert Berlinger | Richard Day & Jim Vallely                                   |
| 50         | 10        | Mehr Schein als Sein        | Fakin' It                 | 10. Feb. 2006        | 16. Juni 2009                         | Lev L. Spiro     | Dean Lorey & Chuck Tatham                                   |
| 51         | 11        | Die käufliche Schwester     | Family Ties               | 10. Feb. 2006        | 17. Juni 2009                         | Robert Berlinger | Ron Weiner                                                  |
| 52         | 12        | Kein Bluth für Öl           | Exit Strategy             | 10. Feb. 2006        | 18. Juni 2009                         | Rebecca E. Asher | Mitchell Hurwitz & Jim Vallely                              |
| 53         | 13        | Ende Bluth, alles Bluth     | Development Arrested      | 10. Feb. 2006        | 22. Juni 2009                         | John Fortenberry | Mitchell Hurwitz & Richard Day & Chuck Tatham & Jim Vallely |

## Staffel 4
| Nr. (ges.) | Nr. (St.) | Deutscher Titel           | Originaltitel            | Erstveröffentlichung USA | Deutschsprachige Erstveröffentlichung (D/A/CH) | Regie                          | Drehbuch                               |
| ---------- | --------- | ------------------------- | ------------------------ | ------------------------ | ---------------------------------------------- | ------------------------------ | -------------------------------------- |
| 54         | 1         | Phoenix gewinnt           | Fight of the Phoenix     | 26. Mai 2013             | 5. Nov. 2014                                   | Mitchell Hurwitz & Troy Miller | Mitchell Hurwitz                       |
| 55         | 2         | Grenzwertig               | Borderline Personalities | 26. Mai 2013             | 5. Nov. 2014                                   | Mitchell Hurwitz & Troy Miller | Jim Vallely & Richard Rosenstock       |
| 56         | 3         | Weisheit Indiens          | Indian Takers            | 26. Mai 2013             | 5. Nov. 2014                                   | Mitchell Hurwitz & Troy Miller | Caroline Williams & Dean Lorey         |
| 57         | 4         | Das B-Team                | The B. Team              | 26. Mai 2013             | 5. Nov. 2014                                   | Mitchell Hurwitz & Troy Miller | Mitchell Hurwitz & Jim Vallely         |
| 58         | 5         | Neuanfang                 | A New Start              | 26. Mai 2013             | 5. Nov. 2014                                   | Mitchell Hurwitz & Troy Miller | Dean Lorey & Jim Vallely               |
| 59         | 6         | Doppeltes Spiel           | Double Crossers          | 26. Mai 2013             | 5. Nov. 2014                                   | Mitchell Hurwitz & Troy Miller | Dean Lorey & Richard Rosenstock        |
| 60         | 7         | Völker(miss)verständigung | Colony Collapse          | 26. Mai 2013             | 5. Nov. 2014                                   | Mitchell Hurwitz & Troy Miller | Mitchell Hurwitz & Jim Vallely         |
| 61         | 8         | Rotschopf                 | Red Hairing              | 26. Mai 2013             | 5. Nov. 2014                                   | Mitchell Hurwitz & Troy Miller | Caroline Williams & Richard Rosenstock |
| 62         | 9         | Musical-Therapie          | Smashed                  | 26. Mai 2013             | 5. Nov. 2014                                   | Mitchell Hurwitz & Troy Miller | Dean Lorey & Richard Rosenstock        |
| 63         | 10        | Die Unsichtbare           | Queen B.                 | 26. Mai 2013             | 5. Nov. 2014                                   | Mitchell Hurwitz & Troy Miller | Richard Rosenstock & Dean Lorey        |
| 64         | 11        | Der Trick mit der Maske   | A New Attitude           | 26. Mai 2013             | 5. Nov. 2014                                   | Mitchell Hurwitz & Troy Miller | Mitchell Hurwitz & Jim Vallely         |
| 65         | 12        | Alles Perfecto            | Señoritis                | 26. Mai 2013             | 5. Nov. 2014                                   | Mitchell Hurwitz & Troy Miller | Jim Brandon & Brian Singleton          |
| 66         | 13        | Es kann nur besser werden | It Gets Better           | 26. Mai 2013             | 5. Nov. 2014                                   | Mitchell Hurwitz & Troy Miller | Dean Lorey & Richard Rosenstock        |
| 67         | 14        | Vom Haken                 | Off the Hook             | 26. Mai 2013             | 5. Nov. 2014                                   | Mitchell Hurwitz & Troy Miller | Jim Vallely & Mitchell Hurwitz         |
| 68         | 15        | Schwachköpfe              | Blockheads               | 26. Mai 2013             | 5. Nov. 2014                                   | Mitchell Hurwitz & Troy Miller | Mitchell Hurwitz & Jim Vallely         |

## Staffel 5
Im April 2015 bestätigte der Executive Producer Brian Grazer, dass eine 16-teilige fünfte Staffel in Entwicklung sei. Die ersten acht Folgen wurden am 29. Mai 2018 auf Netflix veröffentlicht. Die restlichen Folgen am 15. März 2019.
| Nr. (ges.) | Nr. (St.) | Deutscher Titel                  | Originaltitel              | Erstveröffentlichung USA | Deutschsprachige Erstveröffentlichung (D/A/CH) | Regie       | Drehbuch                       |
| ---------- | --------- | -------------------------------- | -------------------------- | ------------------------ | ---------------------------------------------- | ----------- | ------------------------------ |
| 69         | 1         | Familienzeit                     | Family Leave               | 29. Mai 2018             | 29. Mai 2018                                   | Troy Miller | Mitchell Hurwitz & Jim Vallely |
| 70         | 2         | Selbst-Abschiebung               | Self-Deportation           | 29. Mai 2018             | 29. Mai 2018                                   | Troy Miller | Richard Day                    |
| 71         | 3         | Es ist genug Schwund für alle da | Everyone Gets Atrophy      | 29. Mai 2018             | 29. Mai 2018                                   | Troy Miller | Mitchell Hurwitz               |
| 72         | 4         | Ein alter Beginn                 | An Old Start               | 29. Mai 2018             | 29. Mai 2018                                   | Troy Miller | Jim Vallely                    |
| 73         | 5         | Beklemmungen                     | Sinking Feelings           | 29. Mai 2018             | 29. Mai 2018                                   | Troy Miller | Jim Vallely & Mitchell Hurwitz |
| 74         | 6         | Emotionales Gepäck               | Emotional Baggage          | 29. Mai 2018             | 29. Mai 2018                                   | Troy Miller | Evan Mann & Gareth Reynolds    |
| 75         | 7         | Rom-Traum                        | Rom-Traum                  | 29. Mai 2018             | 29. Mai 2018                                   | Troy Miller | Maggie Rowe                    |
| 76         | 8         | Voreilige Unabhängigkeit         | Premature Independence     | 29. Mai 2018             | 29. Mai 2018                                   | Troy Miller | Jim Vallely & Mitchell Hurwitz |
| 77         | 9         | Unerwarteter Besuch              | Unexpected Company         | 15. März 2019            | 15. März 2019                                  | Troy Miller | Hallie Cantor                  |
| 78         | 10        | Trendsetter                      | Taste Makers               | 15. März 2019            | 15. März 2019                                  | Troy Miller | Mitchell Hurwitz               |
| 79         | 11        | Kettenmigration                  | Chain Migration            | 15. März 2019            | 15. März 2019                                  | Troy Miller | Richard Day                    |
| 80         | 12        | Schachmatt                       | Check Mates                | 15. März 2019            | 15. März 2019                                  | Troy Miller | Evan Mann & Gareth Reynolds    |
| 81         | 13        | Die lose Sohle                   | The Untethered Sole        | 15. März 2019            | 15. März 2019                                  | Troy Miller | Chris Marrs                    |
| 82         | 14        | Anklageberatung                  | Saving for Arraignment Day | 15. März 2019            | 15. März 2019                                  | Troy Miller | Chris Marrs                    |
| 83         | 15        | Spiel mit dem Feuer              | Courting Disasters         | 15. März 2019            | 15. März 2019                                  | Troy Miller | Mitchell Hurwitz & Jim Vallely |
| 84         | 16        | Das Nachbeben                    | The Fallout                | 15. März 2019            | 15. März 2019                                  | Troy Miller | Mitchell Hurwitz               |